# Marktbergel
Marktbergel er en købstad (markt) i den mittelfrankiske Landkreis Neustadt an der Aisch-Bad Windsheim i den tyske delstat Bayern. Den er en del af Verwaltungsgemeinschaft Burgbernheim.

## Geografi
Kommunen ligger øst for Burgbernheim ved nordenden af Naturpark Frankenhöhe og på en af Frankenhöhene. Det højeste punkt er Büttelberg, der er 535 moh.
Nabokommuner er (med uret, fra nord): Burgbernheim, Illesheim, Oberdachstetten, Colmberg og Windelsbach.

### Inddeling
I kommunen ligger ud over Marktbergel, landsbyerne:
- Ermetzhof
- Ottenhofen
- Munasiedlung

### Trafik
Marktbergel ligger ved Bundesstraße 13 mellem Ansbach og Würzburg.

### Kasserne
Marktbergel var indtil 2006 hjemsted for en kasserne under Bundeswehr, hvor der var et ammunitionsdepot.
Efter lukningen af kassenen 1. Juli 2006 var den sat til salg, og stod ubenyttet hen indtil den 30. juli 2008, hvor den blev den overdraget til den amerikanske hær.